# Heathcote Williams
Heathcote Williams (Helsby, 15 novembre 1941 – Oxford, 1º luglio 2017) è stato un poeta, attore e commediografo britannico.
Occasionalmente un pittore, scultore e prestigiatore, è forse maggiormente conosciuto per la sua opera polemica Whale Nation, che nel 1988 divenne la più potente sollecitazione a livello mondiale riguardante il divieto di caccia alle balene. Nel 1970 i suoi graffiti provocatori caratterizzavano i muri nel quartiere di Notting Hill, a Londra.

## Biografia
John Henley Heathcote-Williams nacque a Helsby, Cheshire. Dopo aver studiato a Eton, ha cambiato il suo nome in Heathcote Williams. Suo padre, che si chiamava anch'esso Heathcote Williams, era un avvocato. Il suo primo libro è stato The Speakers (1964), un racconto della vita nello Speakers' Corner, un'area dell'angolo nord orientale di Hyde Park, a Londra. Nel 1974 è entrato a far parte della Joint Stock Theatre Company.
Il suo primo lungometraggio fu AC/DC (1970), una critica alla fiorente industria della salute mentale, incluso un attacco velato rivolto a Ronald Laing, uno tra i principali ispiratori del movimento detto antipsichiatria. Il suo svolgimento al Royal Court Theatre, non sembra tuttavia aver ostacolato i rapporti cordiali venuti a crearsi tra i due negli anni successivi. AC/DC ha vinto l'Evening Standard Award come opera più coinvolgente. Ha inoltre ricevuto il John Whiting Award per essere considerato “un nuovo sviluppo della scrittura drammatica che dona particolare rilevanza alla società contemporanea”. È stato descritto in prima pagina sul Times Literary Supplement da Charles Marowitz come 'il primo dramma del XXI secolo.' AC / DC è stato prodotto a New York nel 1971 nel Teatro Chelsea Center presso la Brooklyn Academy of Music.
Altre opere comprendono il monologo in un solo atto Hancock's Last Half Hour, The Local Stigmatic, The Immortalist, e impossibile da classificare Remember The Truth Dentist — un primo tentativo, ancora una volta al Royal Court, diretto da Ken Campbell.
Il numero inaugurale del London Review of Books include un'effusiva descrizione da parte del collega Francis Wyndham chiamata The Magic of Heathcote Williams. Tra i suoi ammiratori più importanti possiamo ricordare il Nobel Harold Pinter e Al Pacino.

### Poesia
Williams è stato notoriamente riluttante a collaborare nella promozione delle sue opere a livello commerciale, rifiutando, per esempio, di andare negli Stati Uniti per promuovere AC / DC. È stato la disperazione dei suoi editori. L'unico tour di autografi che abbia mai fatto - "è sufficiente", si è lamentato, "per paralizzare una rock-star" - era semplicemente il risultato di una pressione implacabile del dipartimento PR di Jonathan Cape. Williams si separò da Samson nel 1990. Ebbe una relazione alcuni anni prima con la modella Jean Shrimpton. Un giorno lo scrittore si diete fuoco davanti alla casa della sua ragazza. Non si sa se questo sia stato intenzionale o il risultato di una bravata di magia andata male - Williams all'epoca era un ardente mangiatore di fuoco. Anche se al momento, si è ipotizzato che fosse stata Shrimpton a terminare la relazione, nella sua autobiografia pubblicata nei primi anni '90, Shrimpton affermò che fu proprio Williams ad allontanarsi da lei.
Autogeddon venne ripubblicato in Inghilterra nel 1991.
Gli sforzi pubblicitari energetici a favore di Williams, grazie all'agente di Polly Samson, gli hanno permesso di raggiungere un pubblico più ampio per la lettura della sua lunga trilogia di libri di poesie su temi ambientali.
Ognuno di loro è stato il risultato di una ricerca dettagliata con la presenza di molte fotografie. Scritto alcuni anni prima come propaganda visionaria, sarebbero stati a prendere polvere in un angolo dell'ufficio del suo vecchio agente.
I diritti nordamericani per la poesia Whale Nation (1988), sono stati venduti alla Fiera del Libro di Francoforte per 100000 $. Secondo un altro scrittore, Philip Hoare, nel 2008 a proposito di questo argomento, soffermò che si tratta di "una richiesta epica per il futuro della balena, un inno alla bellezza, maestosità e l'intelligenza dei più grandi mammiferi della terra, così come una preghiera per la loro protezione...Whale Nation è diventato l'argomento più potente per il divieto in tutto il mondo appena istigato sulla caccia alle balene, e per un momento, nel 1988, sembrava che un capitolo vergognoso nella storia umana potesse finalmente volgere al termine ".
Whale Nation è stata seguita da Sacred Elephant (1989) e Autogeddon (1991). Vengono descritte le autovetture come causa di morte globale: "Un olocausto monotono, la terza guerra mondiale che nessuno vuole dichiarare." Ogni poesia è stata rappresentata alla BBC Television, Autogeddon venne eseguita da Jeremy Irons. Williams è un lettore consumato delle sue poesie, così come dei classici della letteratura. La sua interpretazione del suo Buckley-esque e le sue letture pubbliche di Whale Nation, sono oltretutto famosi per aver ridotto gran parte del pubblico in lacrime. Le sue registrazioni per la Naxos Records, includono letture dalle scritture buddiste, Dante e la Bibbia, vincendo molti premi.
Nel 2011, Williams ha iniziato una nuova collaborazione con Roy Hutchins, che aveva eseguito Whale Nation, Autogeddon e Falling for a Dolphin nel 1980. Il risultato è stato Zanzibar Cats, una performance di recenti poesie brevi. Il recensore Michael Coveney ha scritto: "Queste meravigliose poesie colgono l'assurdità politica, la distruzione planetaria e l'ingiustizia sociale con gusto e piacere, così come grande erudizione e destrezza verbale."
Nel dicembre 2011, l'Huxley Scientific Press ha pubblicato una raccolta di poesie di Williams sulla scienza e la natura dal titolo "Forbidden Fruit" (frutto proibito). Il titolo è un'elegia per matematici, pionieri del computer, e per Alan Turing, in onore del centenario della sua nascita (2012). il poeta beat Michael McClure ha chiamato il libro "una raccolta di ispirazioni... ricco e scuro come il miele della vespa". Alla fine del 2012, Huxley Scientific Press pubblicò Shelley in Oxford: Blasfemia, rogo di libri, e manicomi, scritto da Williams in occasione del bicentenario dell'espulsione di Shelley da Oxford per ateismo, all'età di 19 anni. Shelley il ribelle, per tutta l'intera opera, ci mostra il "rivoluzionario intellettuale che ha sfidato lo stato e fu punito con l'istituzione".
I lavori più recenti di Williams sono pubblicati sul giornale underground International Times. Royal Babylon: casellario giudiziario della monarchia britannica che è stato fatto in una video installazione, in coincidenza con il giubileo di diamante della regina Elisabetta II, e le sue poesie Lord of the Drones: The President and the White House Fly, Hollywoodland (2012) sono attualmente in fase di modifica in una trilogia: The American Empire Dissected.
Dal 2014, il suo pubblico può godere della lettura di un nuovissimo e inaspettato genere di scrittura: Una serie di poesie d'amore, tutte illustrate dall'artista, intellettuale e attivista anarchica Elena Caldera.
Nell'aprile 2015, viene pubblicato dalla casa editrice "Thin Man Press", una nuova opera investigativa sulla vita del pacifista Islamico Badshah Khan.

### Compositore
Occasionali ma tipicamente anarchiche incursioni di Williams nel regno della musica comprendono "Wrinkly Bonk", estremamente scatenato di un mondo ignaro con "Why D'Ya Do It?", un'esplorazione sessualmente esplicita di gelosia carnale (1979), nell'album di Marianne Faithfull "Broken English". Le parole di Williams sono state sufficienti a causare un'uscita di scena dalle donne che lavoravano per le produzioni della EMI.

### Giornali
Williams è stato per un po' editore associato del giornale letterario Transatlantic Review, oltre ad essere stato uno dei responsabili del giornale alternativo sul sesso Suck. Era un frequente contributore al giornale underground di Londra International Times, nel 1970, per il giornale radicale vegetariano Seed e The Fanatic, sporadicamente e provocatoriamente diffusi in diversi formati anche in vari paesi dell'Europa occidentale. Nel 1974, ha lanciato il suo giornale personale ciclostilato, The Sunday Head. E 'stato pubblicato dalla sua casa a Notting Hill Gate Londra, al momento in cui fu anche l'impresario del  Meat Roxy, in cui creava e organizzava in una ridondante sala bingo eventi di musica, danza e poesia, vicino al mercato di Portobello.
Un'antologia dei suoi tratti e manifesti di questo periodo, Severe Joy, fu allora annunciata dal suo editore, ma per qualche motivo in realtà non è mai apparso. Un campione solo è comparso in bi-lingue, in edizione limitata dal titolo Manifestoes della sede a Rotterdam Cold Turkey Press e nella rivista letteraria Manchester Wordworks nel 1975.

### Cinema
Nel 1990 Williams scrisse '"The Local Stigmatic" la fama e le sue conseguenze negative, eseguita da Al Pacino, con l'assistenza finanziaria di Jon Voight. Negli anni successivi la versione cinematografica divenne nota come "il progetto segreto di Pacino," con il suo debutto in regia.
Nel 1979 Williams interpreta Prospero in The Tempest nella versione di Derek Jarman. Altri film nei quali ha recitato sono: Malatesta (1970), Vorrei che tu fossi qui! (1987), Stormy Monday (1988), Orlando di Sally Potter (1992), The Steal (1995), Blue Juice (1995) con Catherine Zeta-Jones, Killer per caso, truffatore per scelta (1997), L'Odissea (1997), La leggenda del pianista sull'oceano (1998), Alice nel Paese delle Meraviglie (1999), Hotel (2001) con Salma Hayek. Williams recentemente ha potuto godere di un flusso costante di parti in grandi produzioni hollywoodiane, come Ember - Il mistero della città di luce e Basic Instinct 2 con Sharon Stone.

### Televisione
Il suo contatto con la televisione si sovrappone alla politica della comunità. Fu coinvolto in un esperimento dalla BBC nel 1970 in quello che divenne noto come "la televisione del pubblico". Williams, si vestì di verde come un albero in qualche modo benedetto con poteri oratori, intrattenendo milioni di persone che guardavano per ben quindici minuti tutti i vantaggi e i miglioramenti della propria vita senza Westminster.
“Albion Free State” era come identificava la visione utopica di un'Inghilterra libera da padroni e senza governo. Williams è stato uno dei circa 120 occupanti che aveva requisito una piccola parte di West London, visibile dallo stesso BBC Television Centre. Frestonia, si era dichiarata indipendente dalla Gran Bretagna. L'attore David Rappaport è stato proclamato ministro degli esteri e Williams ha servito come ambasciatore per il Regno Unito. Sono stati emessi francobolli recanti il volto di Guy Gorilla invece che della Regina. Tutta questa ribellione, ha esasperato le autorità per anni, comportando moltissime lotte e lo scoppiare di un contenzioso senza precedenti.
Williams più tardi applicò le sue capacità di prestigiatore - egli è stato a lungo membro del Magic Circle – eseguendo uno spettacolo in occasione del Natale basandosi sulla storia poco nota di Charles Dickens che usava intrattenere con spettacoli di magia i suoi amici e la sua famiglia. Raffigurò il romanziere, con artisti come Thomas Carlyle e Thackeray che assistevano, manipolando "nullità ariose” e oggetti di scena divertendo i bambini trovatelli dalla Thomas Coram Home. La produzione comprendeva un giovane Ben Cross nei panni di Dickens, con un cast di supporto che includeva Dinsdale Landen e Kenneth Haigh. È stato trasmesso su Channel 4 nel Natale del 1983, e si ripeté il Natale successivo.
Nel marzo del 1993, Williams è stato il soggetto non del tutto entusiasta di un documentario- parodia artistica, intitolata “Every Time I Cross the Tamar I Get Into Trouble” . Proiettato da Channel 4, lotta implicitamente ancora una volta con il tema ricorrente della fatalità della fama e la natura del fandom. In questo caso, tanto per cambiare, Al Pacino era scintillante e sembrava felice di gettarsi nel ruolo di tifoso, che implica la sua presunta sconfitta nella lotta contro la fama. Il database BFI descrive il film così: ".. Un resoconto del lavoro di Heathcote William, e l'ossessione di Al Pacino per la sua scrittura. Include un'intervista con Harold Pinter e delle riprese dal film di Pacino The Local Stigmatic"
Il film, di mezz'ora, è stato presentato dal comico e musicista John Dowie. L'elemento di parodia ruotava intorno alla presunzione del soggetto del film che non si presentò fino all'ultimo minuto, rifiutandosi di farne parte. In realtà, era apparso in precedenza, ma in una varietà di travestimenti ridicoli. Il titolo del film, allude al fatto che Williams (che viveva al momento in Cornovaglia appena dall'altra parte del fiume Tamar, sembra per due volte nel corso degli anni - la prima volta dopo AC / DC, e poi nel 1988 mentre scriveva Whale Nation), stava vivendo una sorta di lutto dopo aver ceduto alla tentazione della fama. Nel 1998, è apparso in un episodio della sitcom statunitense TV Friends.

### Vita privata
Williams conviveva a Oxford con la ex compagna Diana Senior. Hanno due figlie. Un figlio, Charlie, nato nel 1989 dalla sua relazione con la scrittrice e giornalista Polly Samson, è stato poi adottato dal chitarrista dei Pink Floyd David Gilmour dopo che quest'ultimo si era sposato con sua madre. Williams e Samson si erano conosciuti durante la pubblicazione di Whale Nation.
Nel 2011 Charlie Gilmour è stato condannato a 16 mesi di prigione dopo essersi dichiarato colpevole di disordini violenti nel corso delle proteste studentesche del 2010. Gilmour era già stato fotografato ad oscillare appeso alla bandiera dell'Unione del Cenotafio. In tribunale ha ammesso di aver preso LSD e valium prima dell'accaduto.

### Morte
Williams è morto a Oxford il 1º luglio 2017 a 75 anni a causa di un'infezione toracica.

## Filmografia parziale

### Attore

#### Cinema
- The Tempest, regia di Derek Jarman (1979)
- Vorrei che tu fossi qui! (Wish You Were Here), regia di David Leland (1987)
- Stormy Monday, regia di Mike Figgis (1988)
- Orlando, regia di Sally Potter (1992)
- The Steal, regia di John Hay (1995)
- Blue Juice, regia di Carl Prechezer (1995)
- Killer per caso, truffatore per scelta (Bring Me the Head of Mavis Davis), regia di John Henderson (1997)
- La leggenda del pianista sull'oceano, regia di Giuseppe Tornatore (1998)
- Hotel, regia di Mike Figgis (2001)
- Basic Instinct 2, regia di Michael Caton-Jones (2006)
- Ember - Il mistero della città di luce (City of Ember), regia di Gil Kenan (2008)

#### Televisione
- Malatesta - film TV (1970)
- L'Odissea - miniserie TV (1997)
- Friends - serie TV, 1 episodio (1998)
- Alice nel Paese delle Meraviglie - film TV (1999)

### Regista

#### Cinema
- Flames, episodio del film Wet Dreams - Sogni bagnati (1974)

## Doppiatori italiani
Nelle versioni in italiano dei suoi lavori, Heathcote Williams è stato doppiato da:
- Paolo Buglioni in L'Odissea
- Sergio Matteucci in La cugina Bette
- Carlo Valli in Basic Instinct 2